# Arrows A21
El Arrows A21 fue el coche con el que el equipo Arrows de Fórmula 1 compitió en la temporada 2000 de Fórmula 1. Lo conducía el español Pedro de la Rosa, en su segundo año con el equipo, y el experimentado holandés Jos Verstappen, que había conducido para el equipo en su versión Footwork en 1996.
El A21 era un diseño completamente nuevo de Coughlan y Eghbal Hamidy, quienes habían diseñado el Stewart SF3 de aspecto muy similar. El A21 se benefició del motor Supertec revisado y de un excelente paquete aerodinámico con un centro de gravedad mucho más bajo que su predecesor. El trabajo en el coche comenzó temprano cuando el equipo cambió su enfoque del viejo A20. Una importante inyección de patrocinio de la empresa de telefonía móvil Orange ayudó a financiar un mayor desarrollo a lo largo de la temporada. European Aviation de Paul Stoddart también se convirtió en patrocinador, brindando apoyo logístico y de transporte, además de que el equipo F3000 de Stoddart se convirtió efectivamente en el equipo junior de Arrows.
El coche demostró ser muy prometedor después de la catastrófica temporada de 1999, pero era demasiado poco fiable para conseguir más de un puñado de finales con puntos. Batir el récord de vuelta en las pruebas de pretemporada en Barcelona confirmó el potencial del coche. De la Rosa parecía listo para subir al podio en Hockenheim y el A1-Ring, pero perdió tiempo después de un trompo en el primero y sufrió una falla en la caja de cambios en el segundo. Verstappen también realizó una serie de actuaciones impresionantes, incluido un recorrido memorable por el campo en condiciones climáticas cambiantes en Canadá. Su temporada culminó con el cuarto puesto en Monza. El A21 también se destacó por tener constantemente una de las velocidades en línea recta más altas de cualquier automóvil en la temporada 2000. Tanto Verstappen como De La Rosa disfrutaron conduciendo el coche y ambos se entusiasmaron con lo rápido que era, mientras que Verstappen admitió que no estaba en su mejor momento en pistas de alta carga aerodinámica.
Verstappen y De la Rosa disfrutaron de una buena relación de trabajo y el holandés deseaba permanecer en el equipo en el futuro.
Durante la temporada, el equipo fue el foco de un documental de televisión, Racing Arrows. La serie contó con 13 episodios que siguieron el progreso del equipo y los pilotos a lo largo de la temporada y fue transmitida por el canal británico ITV en 2001.
El equipo finalmente terminó séptimo en el Campeonato de Constructores, con siete puntos.

## Resultados
(Clave) (negrita indica pole position) (cursiva indica vuelta rápida)

| Año     | Motor        | Neu. | N.º | Pilotos          | 1   | 2   | 3   | 4   | 5   | 6   | 7   | 8   | 9   | 10  | 11  | 12  | 13  | 14  | 15  | 16  | 17  | Puntos | Pos. |
| ------- | ------------ | ---- | --- | ---------------- | --- | --- | --- | --- | --- | --- | --- | --- | --- | --- | --- | --- | --- | --- | --- | --- | --- | ------ | ---- |
| 2000    | Supertec V10 | B    |     |                  | AUS | BRA | SMR | GBR | ESP | EUR | MON | CAN | FRA | AUT | GER | HUN | BEL | ITA | USA | JPN | MYS | 7      | 7º   |
| 2000    | Supertec V10 | B    | 18  | Pedro de la Rosa | Ret | 8   | Ret | Ret | Ret | 6   | DNS | Ret | Ret | Ret | 6   | 16  | 16  | Ret | Ret | 12  | Ret | 7      | 7º   |
| 2000    | Supertec V10 | B    | 19  | Jos Verstappen   | Ret | 7   | 14  | Ret | Ret | Ret | Ret | 5   | Ret | Ret | Ret | 13  | 15  | 4   | Ret | Ret | 10  | 7      | 7º   |
| Fuente: |              |      |     |                  |     |     |     |     |     |     |     |     |     |     |     |     |     |     |     |     |     |        |      |